# Буковый аргумент

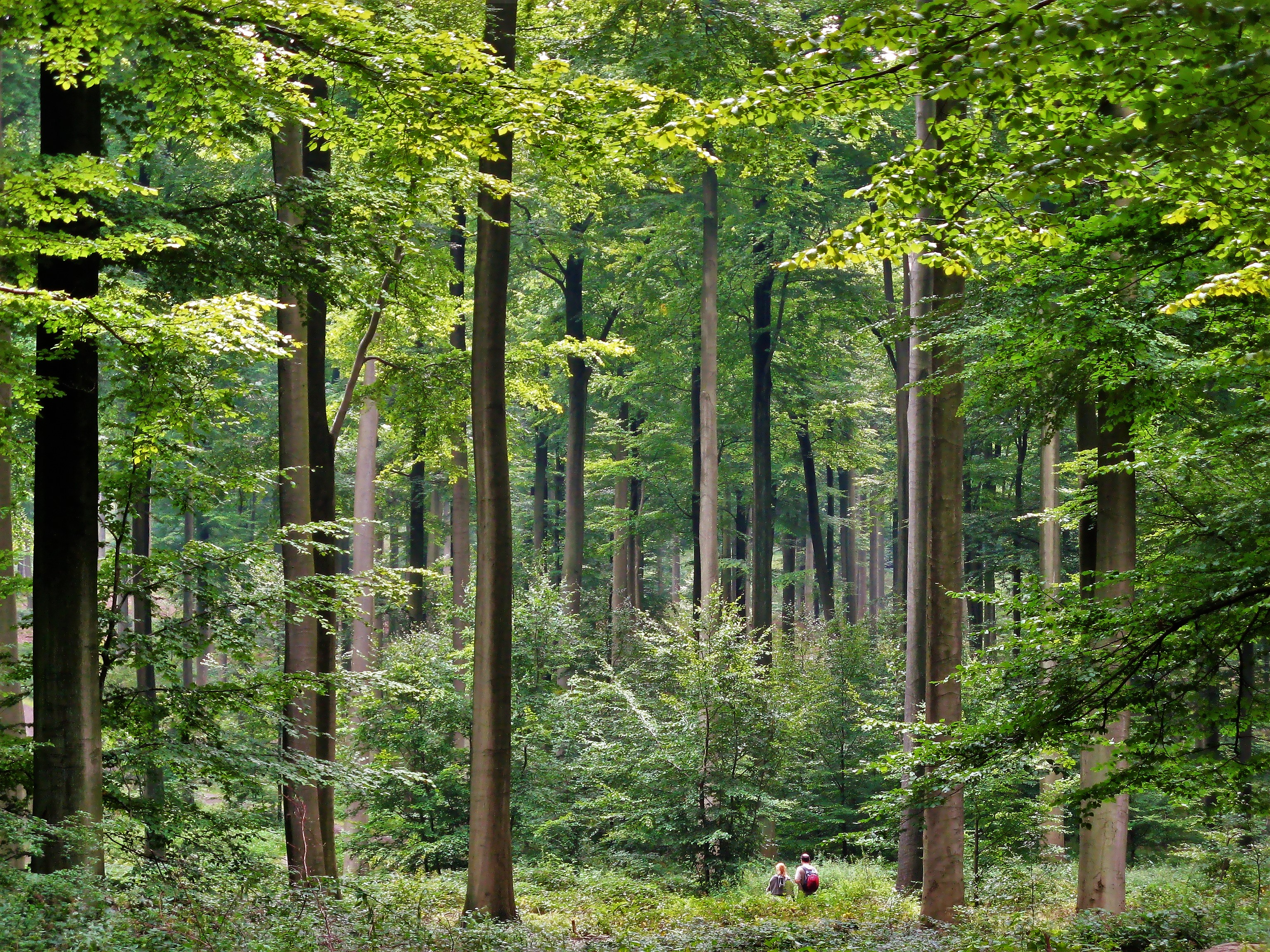
Буковый лес на северо-западе Европы

«Буковый аргумент» (нем. Buchenargument) — в истории индоевропеистики аргумент, который в конце XIX и начале XX века широко использовался для установления прародины индоевропейских народов, а также используется для установления прародины славян.

## Бук и прародина индоевропейцев
Учёные XIX века заметили, что различные индоевропейские народы используют родственные слова для обозначения бука европейского. Это свидетельствует, что в праиндоевропейском языке имелось слово «бук» (лемма восстанавливается лингвистами как *bʰeh₂ĝos) и что, следовательно, прародину индоевропейских народов следует искать в зоне произрастания этого дерева. Восточная граница распространения европейского бука при этом определялась следующим образом: Кёнигсберг — Западный Буг — средний Днестр — Карпаты — Одесса. «Буковый аргумент» в интерпретации немецких учёных исключал возможность прибытия индоевропейцев в Европу из степей на востоке; на этом основании прародиной «арийцев» (ранний термин для индоевропейцев) провозглашался север Европы.

Область современного распространения бука европейского

В современной индоевропеистике «буковому аргументу» не придают большого значения по ряду причин:
- установлено, что за 6000 лет до н. э. бук произрастал в Европе преимущественно на Балканах, а балканские народы (албанцы, греки) словами, производными от *bʰeh₂ĝos, обозначают вовсе не бук, а дуб[1]. За последующие 2000 лет бук распространился вплоть до Румынии и Германии, но широкое распространение его в Западной Европе пришлось на бронзовый век (около 2500—1000 годы до н. э.), то есть после распада праиндоевропейской общности[1];
- под «буком» праиндоевропейцы могли понимать не бук европейский, а бук восточный, который произрастает по берегам Чёрного моря;

Область современного распространения бука восточного

- Область современного распространения бука восточногопроизводные от *bʰeh₂ĝos не известны восточным индоевропейским языкам (индоиранским, тохарским, армянскому), что указывает на сугубо диалектный статус этого слова[1].

## Бук и прародина славян
«Буковая граница» сохраняет своё значение для установления прародины славян. В славянских языках известны 11 словоформ, производных от *bʰeh₂ĝos, которыми обозначается, как правило, бузина. Слово же *bukъ было заимствовано славянами из прагерм. *bōkaz. Из этого следует, что на прародине славян не рос бук, но росла бузина, и при распространении на запад славяне позаимствовали название незнакомого дерева у местных германских племён (возможно, носителей черняховской культуры). Древним славянам не были известны и другие центральноевропейские деревья, в то время как у всех видов деревьев, произрастающих между Западным Бугом и Средним Днепром (то есть на территории современных Белоруссии и Украины), есть исконно-славянские названия. Польский ботаник Й. Ростафинский констатировал в 1908 году:

Балты не знали ни бука, ни лиственницы, ни пихты, ни тиса, поскольку название его перенесли на крушину. Славяне общеиндоевропейское название тиса перенесли на вербу, иву и не знали лиственницы, пихты и бука.
По новейшим данным палеоклиматологии, в первые столетия нашей эры климат в Европе был более мягким, чем в XIX веке, поэтому применительно к вопросу о прародине славян классическая буковая граница должна быть сдвинута к северо-востоку. На более широкий ареал бука на рубеже новой эры указывает и изучение пыльцы в археологическом материале.